# 体育运动

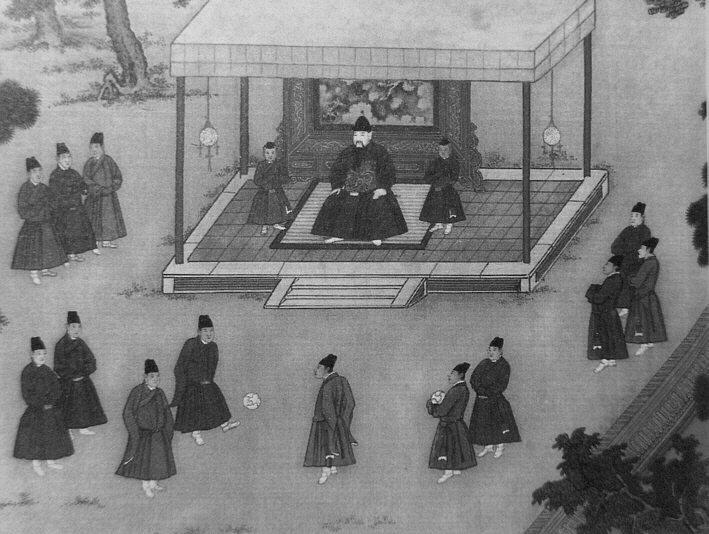
明成祖觀賞太監踢足球

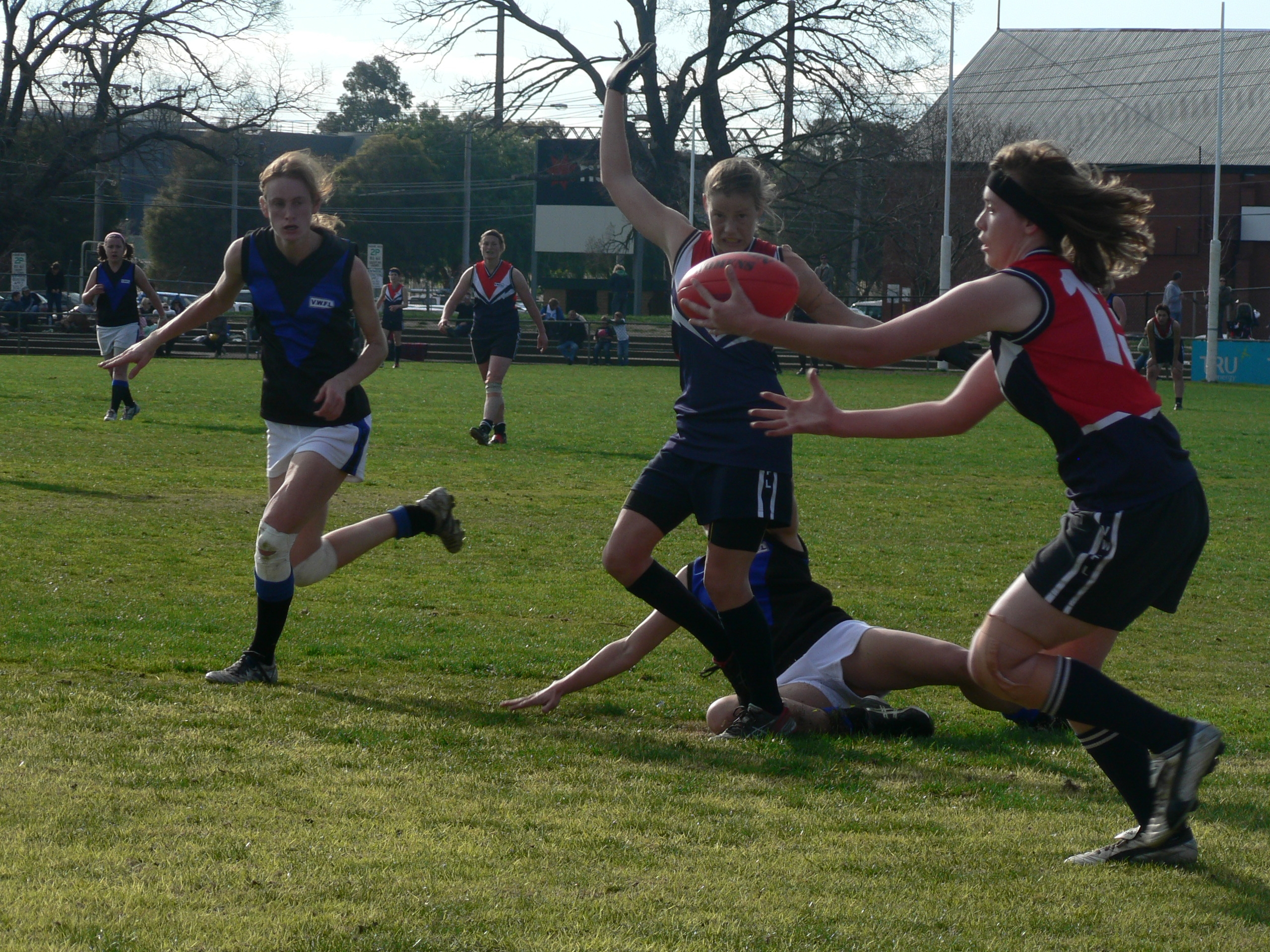
澳洲女子足球

体育运动或运动競技是通过身体锻炼、训练、竞技比赛等方式达到增强体质，提高技术，丰富文化生活为目的之社会活动，包括所有形式的竞技身體活動或游戏。體育競賽最早起源於古希臘。
体育运动是对于所有有组织或无组织参与，通过使用、维持或改进体能，为参与者提供娱乐的竞技性身体运动的总称。世界上共有上百种体育运动，其形式多元，有的只需要两人便可完成，有的则需要多人组队完成。
体育运动通常被认为包含所有以体育家精神或身体协调能力为基础的活动，诸如奥林匹克运动会等大型体育赛事只允许满足此定义的体育运动进入，诸如欧洲议会等其他组织也把一些不含身体运动要素的活动排除出体育运动的概念中去。但是有一些具有竞技特点，但缺乏身体运动的活动也被认为属于运动，如脑力运动（mind sport）。国际奥林匹克委员会将国际象棋、圍棋、电竞和桥牌都认定为是“真正的”体育运动，国际单项体育联合会总会则将5种无身体运动的项目认定为体育运动，不过被认定为体育运动的脑力运动仍然为数不多。
体育运动常会有一系列的规则或传统，用以保证公平竞争、确保对于胜负裁决的一致性。确定获胜与否的可能是某一物理事件，例如射门得分或是首先跨过终点线，也可以是由裁判根据表现客观或主观性指标打分确定結果。
在有组织的体育运动中，通常会有对于优秀表现的记录，一些热门项目中，这样的信息可能会在体育新闻中广泛报道。同时，体育运动对于非参与者来说也是一种娱乐方式，观赏性体育往往会吸引众多观众前往场馆观看，並通过转播触及到更广泛的受众。
随着国际交流的扩大，体育事业发展的规模和水平已是衡量一个国家、社会发展进步的一项重要标志，也成为国家间外交及文化交流的重要手段。一个国家的体育发展水平由以下几个方面来衡量：人民的体质水平、体育普及的程度、体育的科学理论水平和体育设施状况、运动技术水平和最好的运动成绩等。
体育可以分为大众体育、专业体育、学校体育、體育競技等种类。包括体育文化、体育教育、体育活动、体育竞赛、体育设施、体育组织及体育科学等诸多要素。

## 定义

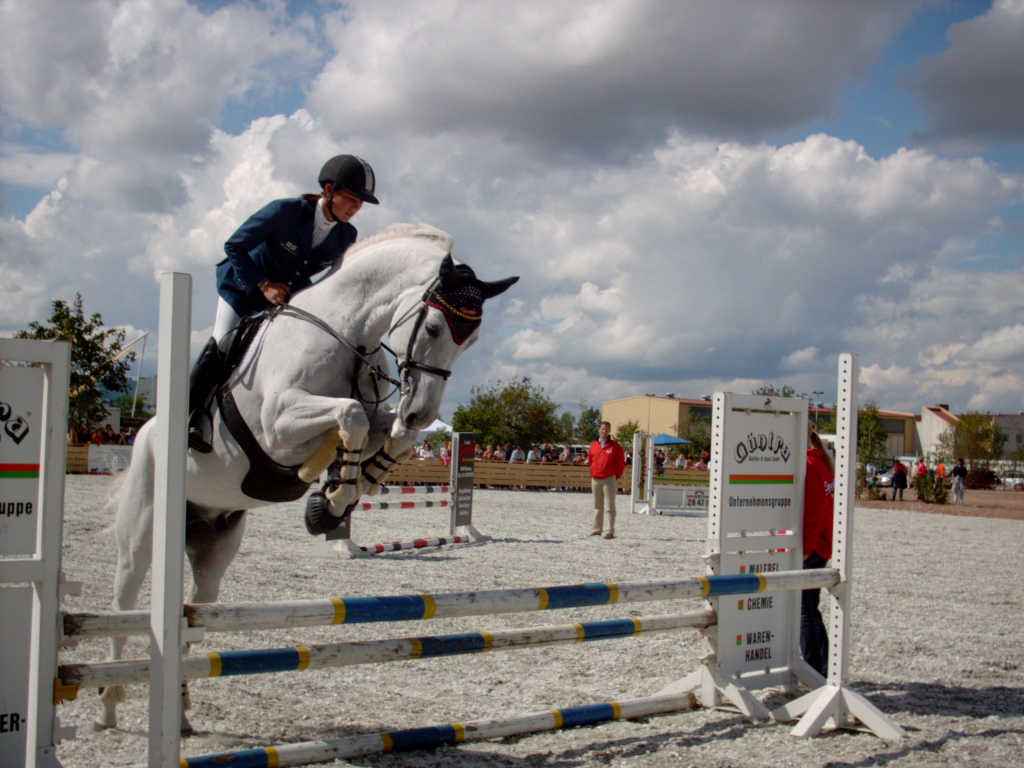
場地障礙賽，一项马术体育运动

对于如何区分体育运动和休闲活动的准确定义并不统一。国际体育联合会认为，一个体育运动应当符合如下条件：
- 有竞争要素
- 对于生命体无伤害
- 不依赖于某一单一体育器材提供商（不含室內美式足球这样有规则专利的运动）
- 并不包含刻意为比赛设计的运气成分因素

## 历史

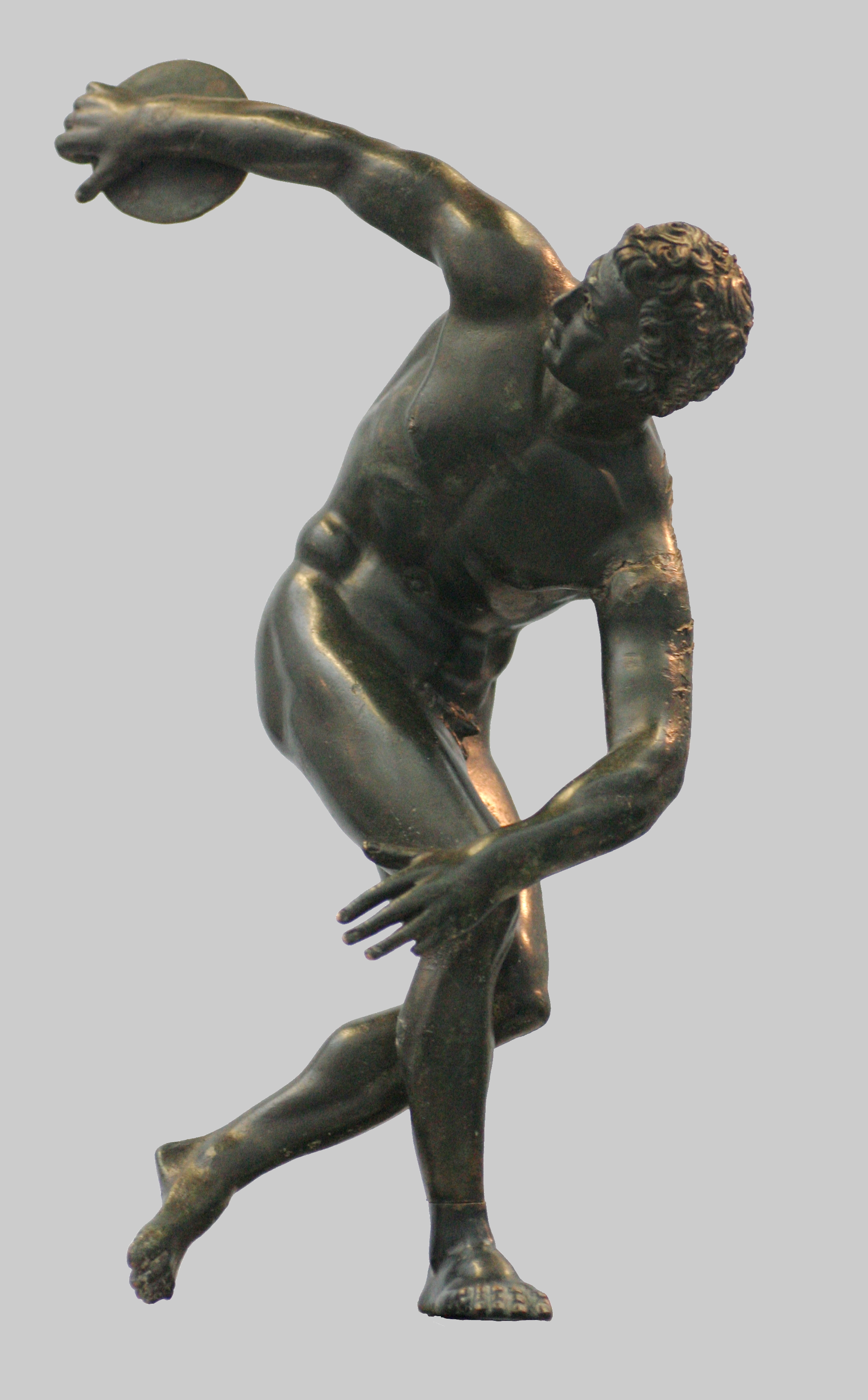
公元前2世纪，罗马青铜雕像，米隆创作的《掷铁饼者》

根据文物和建筑等历史证据表明，中国早在公元前2000年左右便已开始进行体育运动。体操在中国古代时期是十分流行的项目。为法老修筑的纪念碑可以看出，包括游泳、垂钓等体育运动已经在上千年前的古埃及发展起来并建立了体育规则。在埃及开展的其他体育项目还包括投掷标枪、跳高和摔跤。古代波斯的体育运动包括传统伊朗武术项目英雄體育，它同打仗技巧有着密切联系。同样起源于古代波斯的运动项目还包括马球和马上长矛比武。

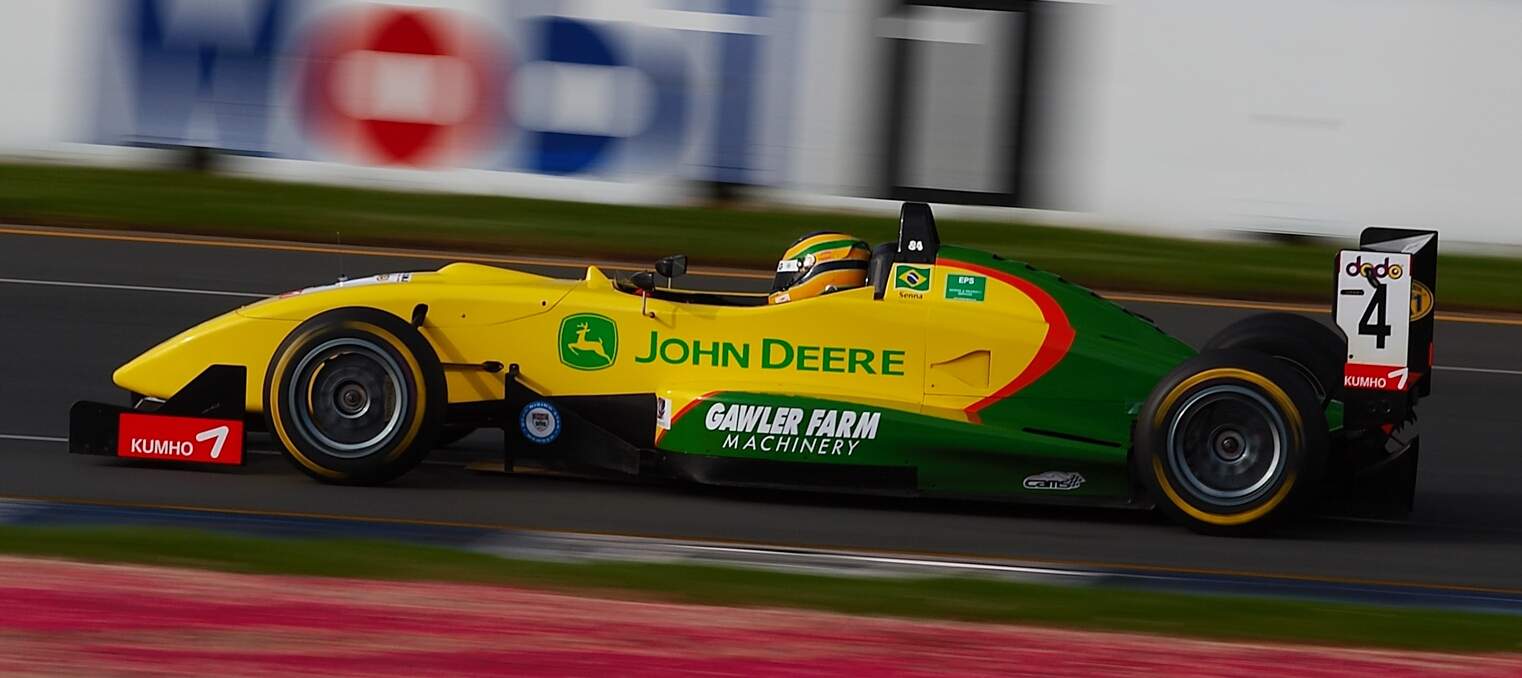
进入现代时期，赛车运动发展起来

大量的体育运动项目和競技比賽自古希腊时期产生，古代希腊时期的军事文化和体育运动的发展相互影响。体育对于古希腊人影响深刻的一个突出表现就是他们创立了奥林匹克运动会，每隔四年在伯罗奔尼撒一个叫做奥林匹亚的小村庄举行。西班牙哲學家Fernando Savater認為，體育競賽是民主政治建構的直接產物；第一是當血統、神意和財富的階級合法化形式失效後，需要從別的來源尋找社會區分的依據；第二是只有平等的人纔能相互競爭。
体育运动自古代奥运会时期发展至今，其组织性和相关规则不断得到加强。工业化使得在发达及发展中国家的居民有了更多的闲暇时间，这让他们可以参加并观看观赏性体育运动，体育运动曾参与人数增加，传播更为普遍。随着大众媒体和全球联系的加强，这一趋势更加明显。体育运动专业化成为主流，体育运动更加流行，体育迷们通过广播、电视、互联网追逐职业运动员，同时他们也自己参与业余的体育运动，从中得到锻炼和娱乐。

## 公平竞争

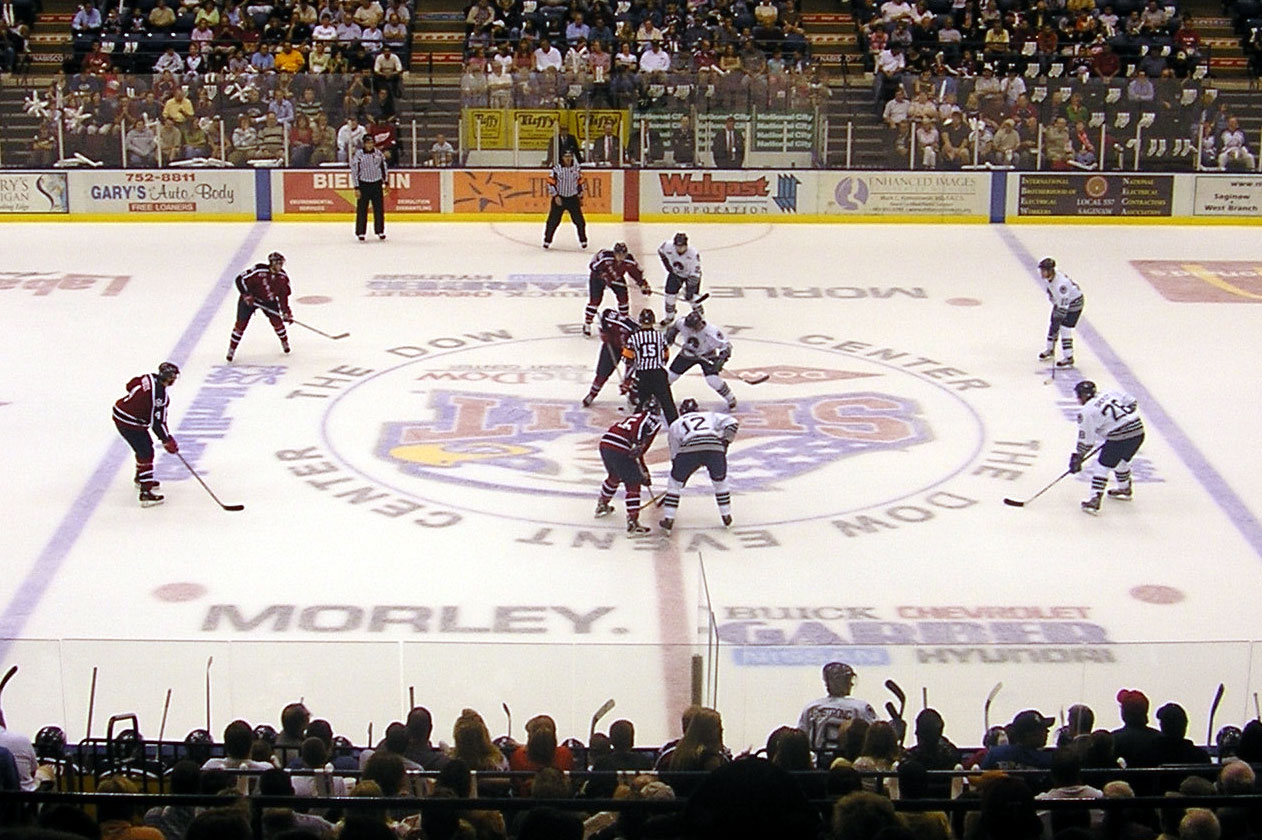
现代体育规则负责、高度组织化

### 体育精神
体育精神是指一种追求公平竞争、对队友和对手谦和有礼、遵守道德、待人真诚、无论输赢始终保持体面的积极态度。对于此，现代奥林匹克之父皮埃尔·德·顾拜旦曾说过：“最重要的不是输赢，而是参与”，这是对体育精神的一个经典表述。

### 作弊
体育运动的核心原则包括，体育运动的结果不应当是提前决定的，比赛双方应当由同等机会获胜。为了保证公平竞争，人们制定了比赛规则，但是参赛者可以通过打破规则来获得优势。
参赛者可能会通过作弊以满足自己的获胜欲望，或者一些更为隐秘的动机。例如人们参与赌博对于比赛结果下注，导致强烈的造马动机，参赛者可能会故意在比赛中放水，以确保得到期望的结果。又如利用分组赛的规则希望通过放水拿到更好的分组，如在2012年夏季奥林匹克运动会上，中国羽毛球队为了包揽金银牌选择让球，最终涉事球员被裁定违反体育精神并被逐出奥运会。

### 兴奋剂
体育运动的竞争性质使得一些参与者试图通过使用药物或者其他方法（如运用人工手段提高身体内的血液量）试图提高自己的竞技表现。
所有被国际奥委会或国际体育联合会认可的体育项目都要进行药检，以检测运动员是否服用禁药，被发现检测见过呈阳性的运动员可能会被禁赛并收回已获得的荣誉。

### 身分欺詐
謊報年齡、欺騙性別等行為不但影響比賽公平，也會讓當事國家及受害國家蒙上陰影。

### 不當行為
体育运动中的暴力常常会游走在公平竞争和有意的侵略性暴力之间。运动员、教练、体育爱好者都可能对人或财物实施暴力。在一些国家性和国际性赛事中，骚乱现象十分常见，困扰着赛事组织者。像足球、美式足球、冰球、橄欖球、袋棍球、拳擊、角力、水球及綜合格鬥等接触性运动在赛场上和观众中都較容易出現暴力的情形。
同時觀眾如果有像種族歧視、宗教歧视、LGBT歧視、亂丟雜物、球迷暴動、惡意傷害運動員等不君子行為，或者球隊自身有違反公平競爭的行為，結果可能導致該隊輕者警告、罰款，重者無觀眾比賽、扣積分，嚴重者降級、甚至除名都有可能。
若為運動員所做，或者自身賽外有其他不當行為，如家暴、犯罪，也同樣會面臨主管機關的禁賽、罰款處分。
例如：足球員蘇亞雷斯為典型的例子，2010至2014年世界盃期間，做出種族歧視黑人球員、3次賽中咬人，讓他自己沒有拿過一張紅牌就一共被禁賽48場，同時付出超過20萬美元的罰款，並且對大眾產生負面形象。
同時也有可能因為政治、傳統等因素而對特定種族、宗教人士進行不君子行為，給體育界一大困擾也不知如何處置才是最好（懲處太輕相關人士抗議；反之太重就會引起當事人支持者抗議懲處，認為是妨害行為自由，甚至抵制）。
2020年1月，国际奥委会重申禁止在东京奥运会上进行任何形式的政治抗议。但是由于随后爆发BLM运动，在美国奥委会的压力下，允许运动员在赛前提出政治抗议（至于赛中和赛后的政治抗议仍然被禁止）。

## 議題和考量

### 業餘和職業
運動可以是業餘性的、職業性的或是半職業性的，依參加者是否因參加運動而受薪或是工資而定。
由於观赏性体育运动可以作為供非參賽者觀賞的娛樂，因此運動成為一項產業，也產生職業運動的高薪文化，優秀的運動員會賺取超過平均薪資的獎金，最高可以到數百萬美金。
有些運動或是個別的競賽會只允許業餘運動員參加。奧林匹克運動會一開始是只允許業餘運動員參加，因為若有職業運動員參與，對那些只將運動視為是興趣的運動員是不公平的。在1988年的奧運會後，國際奧委會決定將開放所有的職業運動員參加奧運，只有角力和拳擊因業餘和職業的規則不同，仍維持以是業餘的規則為準。
草根運動是指由業餘參與者參與的運動，符合「全民運動」的想法，不以有更好的運動成就為目的，參與運動主要的目的就是娛樂。

### 科技
科技是現代體育中重要的一環，是一些運動（例如賽車）中必需的一部份，在其他運動中則可以提昇運動的成績。
運動科學是對於人類體育活動進行科學化分析的綜合性學科，可以用在和運動員成績有關的領域，例如針對動作微調的影片分析，或是一些器材上的改良，例如泳衣及運動鞋等。
運動工程是在1988年興起的學科，不但著重在器材的設計，也著重在運動中科技的應用。
為了不要讓科技影響到體育活動公平競爭的精神，體育主管單位常會訂定特別的規定來控制個別運動員因科技而帶來的不公平。

### 政治
政治和體育常會互相影響。
1936年在柏林舉行的夏季奧運會可能是最好的例子，說明可以用體育活動宣傳某一特定意識形態。1936年夏季奧運會是政治和體育共生的典型例子，其中高度的宣傳納粹德國。當時德國已經在積極的為戰爭作準備，但利用奧運會向世界營造一個和平的印象，因此奧運會成為掩飾極進軍事目的的一個手法。人權的缺乏是那次奧運的陰影，當時納粹德國主政，在1933年2月時有約十萬名社會運動者被捕，1933年4月時出現了第一次猶太人大屠殺，在1936年7月12日時薩克森豪森集中營開始使用，地點在奧運會場附近。在奧運會期間共有二十萬人被捕入獄。
在南非實行種族隔離政策的期間，許多運動員（尤其是橄欖球球員）認為他們不應該參加南非的比賽。有些運動員認為這對南非種族隔離政策最終的廢除有正面的貢獻，而有些人則認為這強化了種族隔離的不好影響。
1980年夏季奧林匹克運動會在蘇聯舉行，因蘇聯入侵阿富汗，美國等國發起抵制莫斯科奧運會，使得最終只有80個國家參加。四年後的奧運在美國舉行，蘇聯和東歐集團以及北朝鮮、越南、寮國等國都集體抵制了四年後在洛杉磯1984年夏季奧運會。

### 防治規定
如果出現運動賽事違規情形嚴重者，其違規情形如：使用禁藥、消極比賽（假球）、謊報年齡、性別歧視、性傾向歧視、運動員集體不君子行為（種族歧視、煽動仇恨、不服處分而攻擊比賽單位及其他參賽者）且經比賽單位勸告無效、......等違規，可以建議該國際單項運動總會甚至該國際單項運動總會直接決定，予以停權處分，俄羅斯的田徑、保加利亞的舉重就是因為禁藥事件而被停權，無緣2016年的里約奧運，同時面臨罰款，情節嚴重或累犯甚至單項運動總會可以考慮開除會籍。

## 重大赛事

### 体育运动会
- 泛美運動會
- 全非運動會
- 中北美洲及加勒比海運動會
- 亞非運動會
- 法語系運動會
- 聽障奧林匹克運動會
- 地中海運動會
- 帕拉林匹克運動會
- 葡語系運動會
- 特殊奧林匹克運動會
- 世界大學生運動會
- 世界運動會
- 馬加比厄運動會
- 東亞運動會
- 東南亞運動會
- 南亞運動會
- 中亞運動會
- 西亞運動會
- 亚运会
- 奥运会
- 英聯邦運動會